# Nymphodora fletcheri
Nymphodora fletcheri är en kräftdjursart som först beskrevs av Paul och George 1975.  Nymphodora fletcheri ingår i släktet Nymphodora och familjen Nannoniscidae. Inga underarter finns listade i Catalogue of Life.